# Bolitoglossa epimela
Bolitoglossa epimela é uma espécie de anfíbio caudado pertencente à família Plethodontidae, sub-família Plethodontinae.